# El derecho de nacer (telenovela de 2001)
El derecho de nacer es una telenovela mexicana realizada en 2001, tercera versión que realiza Televisa de la radionovela de Félix B. Caignet, es adaptada por Fernanda Villeli y Marcela Fuentes Berain y es producida por Carlos Sotomayor la cual fue el último proyecto del productor con Televisa.
Protagonizada por Kate del Castillo y Saúl Lisazo, con las participaciones antagónicas de Maite Embil, Gabriela Goldsmith, Sabine Moussier y el primer actor Carlos Bracho. Con las actuaciones estelares de Diana Bracho, Francis Laboriel, Irán Castillo y Miguel Ángel Biaggio.

## Sinopsis
El derecho de nacer cuenta la historia de la familia Del Junco. Los miembros de esta familia son Rafael, un hombre poderoso, déspota y machista; su esposa, Clemencia, que huye de su realidad con drogas; y las hijas de ambos, María Elena y Matilde, que son víctimas de la opresión de su padre. En público, Rafael es un pilar de la sociedad, pero en secreto da rienda suelta a sus bajos instintos.
María Elena es seducida por Alfredo Martínez, un jugador compulsivo que huye de la ciudad para escapar de sus deudas de juego y deja a la antigua embarazada. Al enterarse, don Rafael intenta que su hija aborte, pero el embarazo ya está demasiado avanzado, así que la envía a su finca para que ahí nazca el bebé, que resulta ser un varón. 
Ante la negativa de María Elena de dar en adopción al niño, su padre ordena al capataz de la finca que mate al recién nacido, pero María Dolores, la fiel nana de María Elena, salva al pequeño y huye con él a la Ciudad de México. Don Rafael cree que el niño ha muerto y se da por satisfecho, mientras que María Elena, que sabe la verdad, se dedica en cuerpo y alma a buscar a su hijito con la ayuda de Aldo Drigani, con quien se casará posteriormente después de salvar varias situaciones conflictivas.
Con mucho sacrificio y amor, María Dolores cría al pequeño, al que llama Alberto, y lo educa para ser un hombre de bien. Así, Alberto se convierte en un brillante médico que luego se trasladará a Mérida, donde se enfrentará a un pasado que nunca sospechó y a un futuro que nunca buscó.

## Elenco
- Kate del Castillo - María Elena Del Junco Rivera
- Saúl Lisazo - Aldo Drigani
- Diana Bracho - Clemencia Rivera de Del Junco
- Carlos Bracho - Rafael Del Junco
- Maite Embil - Matilde Del Junco Rivera de Armenteros
- Sabine Moussier - Graciela Montiel Pereira
- Gabriela Goldsmith - Adriana Drigani de Rivera
- Hugo Acosta - Alfredo Martínez
- Jorge Antolín - Jorge Luis Armenteros
- Sergio Corona - Manuel Puc
- David Ostrosky - José Rivera
- Francis Laboriel - María Dolores Limonta "Mamá Dolores"
- Irán Castillo - Isabel Cristina Armenteros Del Junco
- Miguel Ángel Biaggio - Dr. Alberto Limonta
- Raúl Araiza - El Negro
- Verónica Jaspeado - Teté Puc de la Reguera
- Ingrid Martz - Leonor Castro
- Mauricio Bonet - Eduardo
- Juan Ríos Cantú - Raúl
- Ehécatl Chávez - Bruno
- Adalberto Parra - Hugo
- Karla Graham - Felipa
- Zaide Silvia Gutiérrez - La Loba
- Paulina de Labra - Rosa
- Tony Bravo - Dr. Alejandro Sierra
- Audrey Vera - Angélica de la Reguera
- Jorge Consejo - Osvaldo Martínez
- Ricardo Schmall - Santiago
- Sergio Cataño - Carlos
- Daniel Rendón - Héctor
- Jorge Capin - Joe
- Linda Elizabeth - Jacinta
- Héctor Sánchez - El Mudo

## Equipo de producción
- Historia original: Félix B. Caignet
- Versión libre para T.V.: Fernanda Villeli, Marcela Fuentes Berain
- Edición literaria: Valentina Sánchez Villenave
- Tema de entrada: Quisiera
- Intérprete: Alejandro Fernández
- Escenografía: María Teresa Ortiz
- Ambientación: Diana Riveramuti
- Diseño de vestuario: Martha Leticia Rivera
- Diseño de imagen: Televisa San Ángel
- Editores: Ángel Domínguez, Omar Blanco
- Musicalizadores: Jesús Blanco, Julio César Blanco
- Jefes de producción: Juan Nápoles, Francisco Sosa
- Gerente de producción: Martín Tamez Almada
- Director de cámaras: Carlos Sánchez Zúñiga
- Coordinador general: Juan Antonio Arvizu V.
- Director de escena: Sergio Cataño
- Productor asociado: Rafael Urióstegui
- Productor ejecutivo: Carlos Sotomayor

## Versiones
La historia de El derecho de nacer ha tenido varias versiones en cine y televisión. 

### Cine
- El derecho de nacer. Estrenada en 1952, dirigida por Zacarías Gómez Urquiza y protagonizada por Jorge Mistral, Gloria Marín y Martha Roth.

- El derecho de nacer. Estrenada en 1966, dirigida por Tito Davison y protagonizada por Aurora Bautista, Julio Alemán y Maricruz Olivier.

### Televisión
- El derecho de nacer, telenovela cubana de 1952, adaptación de la radionovela de 1948 y protagonizada por Salvador Levy, Violeta Jiménez y Carlos Badia.
- El derecho de nacer, telenovela puertorriqueña producida en 1959 y protagonizada por Helena Montalban y Braulio Castillo.
- El derecho de nacer, telenovela ecuatoriana producida en 1960, una de las primeras telenovelas en dicho país.
- El derecho de nacer, telenovela peruana de 1962.
- O direito de nascer, telenovela brasileña producida por Rede Tupi en 1964 y protagonizada por Amilton Fernandes y Nathalia Timberg.
- O direito de nascer, telenovela brasileña producida por Rede Tupi en 1978 y protagonizada por Eva Wilma y Carlos Alberto Strazzer.
- O direito de nascer, telenovela brasileña producida por SBT en 2001 y protagonizada por Guilhermina Guinle y Jorge Pontual.
- El derecho de nacer, telenovela venezolana producida por RCTV en 1965 y protagonizada por Raúl Amundaray y Conchita Obach.
- El derecho de nacer, telenovela producida en 1966 y protagonizada por María Rivas y Enrique Rambal. ambientada en la Cuba de los años 50.
- El derecho de nacer, telenovela producida en 1981 y protagonizada por Verónica Castro y Salvador Pineda ambientada en el México de los años 50.